# Zac Stacy
Zachary Latrell Stacy, detto Zac (Centreville, 9 aprile 1991), è un ex giocatore di football americano statunitense che ha giocato nel ruolo di running back. Fu scelto nel corso del quinto giro (160º assoluto) del Draft NFL 2013 dai St. Louis Rams. Al college ha giocato a football all’Università Vanderbilt.

## Carriera professionistica

### St. Louis Rams

#### Stagione 2013
Stacy fu scelto nel corso del quinto giro del Draft 2013 dai St. Louis Rams. Debuttò come professionista nella settimana 1 contro gli Arizona Cardinals correndo 4 yard. Nella settimana 5 partì per la prima volta come titolare, correndo 78 yard su 14 tentativi contro i Jacksonville Jaguars. Nella settimana 7 contro i Carolina Panthers, Stacy segnò il suo primo touchdown su ricezione. Nel Monday Night Football della settimana successiva stabilì un nuovo primato personale correndo 134 yard contro i Seattle Seahawks. La domenica seguente contro i Tennessee Titans corse altre 127 yard e segnò due touchdown. Il terzo TD lo segnò nella netta vittoria in trasferta sugli Indianapolis Colts della settimana 10. Due settimane dopo corse 87 yard e segnò un touchdown nella larga vittoria sui Chicago Bears ma fu costretto ad uscire anzitempo dal campo di gioco a causa di un infortunio.
Stacy tornò a segnare nella settimana 14 contro gli Arizona Cardinals ma i Rams furono sconfitti in maniera netta. Due settimane dopo corse 104 yard e segnò il suo settimo e ultimo TD stagionale nella vittoria sui Tampa Bay Buccaneers. La sua annata da rookie terminò con 973 yard corse a una media di 3,9 yard a portata.

#### Stagione 2014
L'unico touchdown della sua seconda stagione, Stacy lo segnò nella settimana 2 nella vittoria di misura sui Tampa Bay Buccaneers, trovando meno spazio a causa dell'arrivo del running back rookie Tre Mason. La sua annata si chiuse con 293 yard ricevute in 73 tentativi (3,9 di media) in 13 presenze, di cui 5 come titolare.

### New York Jets
Il 2 maggio 2015, dietro sua richiesta, Stacy fu scambiato coi New York Jets in cambio della 224ª scelta del Draft NFL 2015.

## Statistiche
| Partite totali      | 27    |
| Partite da titolare | 17    |
| Yard su corsa       | 1.266 |
| Touchdown su corsa  | 8     |

Statistiche aggiornate alla stagione 2014